# Berliet RBMC
Les autorails Berliet type RBMC constituent une série de quatre exemplaires sans descendance construits pour le département du Jura. Ils sont les premiers modèles à bogies conçus par ce constructeur pour la voie métrique.

## Genèse
Afin d'équiper la ligne en construction de Salins à Andelot, le département du Jura, après avoir envisagé en 1923 d'acquérir des autorails légers à gaz pauvre, s'orienta finalement le 11 décembre 1924 vers un modèle lourd à bogies, avec moteur à essence.
A cette époque, la plupart des constructeurs s'était bien souvent contentée de concevoir des autorails de faible capacité, avec une consommation de carburant modérée, afin d'équiper économiquement les lignes à faible trafic.
Seuls quatre fabricants répondirent à l'appel d'offre, et ce furent les Automobiles M. Berliet qui emportèrent le marché le 7 mars 1925. Ils s'étaient engagés à fournir trois exemplaires pour la ligne de Salins, au prix unitaire de 210 000 francs, dans un délai de 10 mois maximum.
En plus de ce premier marché, Berliet avait offert au département du Jura de reprendre son exemplaire de type RFM, livré en 1923 au réseau des CFV, en échange d'un quatrième autorail RBMC, avec une ristourne de 60 000 francs. Le Préfet approuva ces deux fournitures les 22 avril et 8 mai 1925.
Les délais de livraison ne purent pas être respectés par Berliet. Ainsi, ce ne fut qu'à la fin du mois de janvier 1927 que le premier autorail commença ses marches de rodage sur les voies de l'usine de Vénissieux. Des essais préliminaires, réalisés au cours du premier trimestre sur la ligne de Lyon à Saint-Jean-de-Bournay des TOD, débouchèrent semble-t-il sur diverses modifications, qui ne permirent pas de le livrer avant le 29 juin à Lons-le-Saunier (il avait entre-temps été décidé d'équiper la ligne de Salins avec seulement deux exemplaires).

## Livraison et mise au point
Le premier autorail fourni, numéroté T 4, vit son système de refroidissement mis en difficulté dès les premières marches d'essai entre Lons-le-Saunier et Saint-Claude. Berliet dut donc à nouveau y apporter des modifications, et son essai de réception ne put avoir lieu que le 21 octobre, soit près de quatre mois après son arrivée dans le Jura.
On constata encore à cette occasion un échauffement du moteur, mais la raison de son refus se basa seulement sur la chauffe d'une boîte d'essieu, ainsi que sur la consommation d'essence supérieure à celle stipulée au cahier des charges. Le 17 décembre, en raison de l'ouverture imminente de la ligne de Salins à Andelot, le département demanda à Berliet de porter ses efforts sur les deux exemplaires prévus pour celle-ci.
L'autorail SA 3 arriva le premier à Salins le 18 janvier 1928, suivi par le SA 2 le 11 février. Le même jour, le SA 2 fut reçu provisoirement, malgré une consommation d'essence largement supérieure au cahier des charges. Berliet avait argué, avec l'appui d'un conseiller général, que l'emploi d'essence tourisme au lieu d'essence légère permettait de conserver une dépense kilométrique équivalente. Le SA 3 fut lui aussi reçu provisoirement le 6 mars.
Berliet proposa en conséquence de modifier l'autorail T 4, afin de le faire bénéficier des améliorations apportées sur les SA 2 et 3. Le département accepta, et les CFV autorisèrent le constructeur à se servir de leur nouveau dépôt de Champagnole pour mener à bien ce travail, qui s'étala jusqu'au mois d'avril 1928. Pendant ce temps, le dernier exemplaire, numéroté T 5, était arrivé à Lons-le-Saunier au début du mois de mars.
De nouveaux essais de réception furent alors organisés sur la ligne de Saint-Claude, le 3 mai pour le T 5, et le lendemain pour le T 4. Dans les deux cas, on constata à nouveau un échauffement des boîtes d'essieu, ainsi qu'une forte chaleur dans le compartiment moteur. En conséquence, le Conseil Général refusa définitivement le T 4 le 15 mai, en raison de ses deux essais manqués, et conditionna un nouvel essai du T 5 à l'installation de boîtes à huile de la marque Isothermos.
Berliet se contenta d'installer des coussinets anti-friction, et parvint ainsi à faire recevoir provisoirement l'autorail T 5 le 12 juillet 1928. Puis, grâce à une entrevue avec le président de la Commission Départementale, il obtint le 28 octobre l'organisation d'un nouvel essai de réception pour le T 4. Celui-ci se déroula le 14 décembre, et permit la réception provisoire de l'autorail.

## Service assuré sur la ligne de Salins à Andelot
Mis en service immédiatement après leur réception, les SA 2 et 3 furent rapidement confrontés à diverses avaries de toutes sortes. On peut citer : crique sur le carter de la boîte de vitesses, retour de flamme lors de la mise en marche, rupture de l'entraînement de la dynamo, grippage des dynamoteurs, etc.
Ces mauvais résultats incitèrent l'exploitant à faire rouler à leur place l'autorail De Dion Bouton JM² qui venait de leur être fourni par le département du Doubs, puisque ce dernier se révéla bien plus fiable et économe en carburant. En effet, il consommait environ 35 litres d'essence aux 100 km, alors que les Berliet en engloutissaient jusqu'à 114 litres sur la même distance. L'exploitant réclama alors en vain leur remplacement par des modèles De Dion.
Il fut donc contraint de les faire rouler au gré de leurs incidents mécaniques, et des erreurs du personnel chargé de leur entretien au dépôt d'Andelot. Berliet relevait ainsi dans ses correspondances le montage de la pompe à eau à l'envers, une circulation sans eau dans le radiateur, ou encore le tamponnement d'un train de marchandises le 10 septembre 1928.
Malgré tout, les SA 2 et 3 continuèrent à circuler de manière discontinue jusqu'à l'hiver, où l'exploitant argua de leur trop forte consommation d'essence par temps de neige et de verglas pour les retirer du service en janvier 1929. A ce moment, le SA 3 n'était plus en état de marche, et le SA 2 avait son moteur qui commençait à donner des signes de fatigue.
La remise en route du SA 2 semble avoir eu lieu dans le courant du mois de mai, et celle du SA 3 probablement en juin. Dès le 6 juillet, le SA 3 fut de nouveau hors-service, et l'exploitant annonça alors au département qu'il préférait limiter au maximum leur emploi, en raison des coûts d'exploitation trop élevés qu'ils généraient.
Ils assurèrent néanmoins encore quelques services, avant d'être définitivement garés en octobre. Le SA 2 avait alors parcouru 7 580 km, et le SA 3 7 313 km.

## Service assuré sur les CFV du Jura
L'autorail T 5 débuta son service sur la ligne de Saint-Claude le 3 août 1928. Il y assurait un aller-retour les jours de faible affluence, mais devait parfois emmener avec lui une voiture voyageurs à essieux des CFV. Le premier bilan de son emploi, dressé à l'automne, montra qu'il revenait plus cher que la mise en marche d'un train vapeur léger, et ne permettait pas d'accélérer la marche horaire.
Diverses avaries l'empêchèrent de rouler à partir de la fin du mois d'octobre, et il ne fut pas remis en service régulier avant la fin de l'année. Le service des Ponts-et-Chaussées insista alors auprès des CFV pour obtenir la mise en marche des deux autorails, avant l'expiration de leur période de garantie. Un essai réalisé le 15 janvier 1929 démontra que leur consommation d'essence atteignait pratiquement 1 litre au km, et les CFV proposèrent en conséquence de ne pas les faire rouler avant la fin de l'hiver.
Face au manque de bonne volonté des CFV, le Conseil Général dut de nouveau insister le 7 mars pour que leur emploi devienne plus régulier. Le T 5 restait le plus utilisé, car il était le seul à disposer d'un compartiment postal. Il assura un aller-retour sur la ligne de Saint-Claude les jours creux, jusqu'à la casse de sa boîte de vitesses dans la montée de Lavans-lès-Saint-Claude le 29 mai 1929.
Le T 4 semble avoir été mis en marche temporairement sur la ligne de Clairvaux à Foncine-le-Haut, avant de revenir sur celle de Saint-Claude. Ce fut lors d'un train assuré sur cette dernière que son moteur rendit l'âme le 11 juin. Pour gagner du temps, les CFV montèrent sa boîte de vitesses sur le T 5, qui put être remis en service vers la fin du mois. Dès le 2 juillet 1929, son moteur fut également mis hors-service.
Les deux autorails furent alors garés, puis remisés au dépôt de Lons-le-Saunier, après un service actif de seulement 3 164 km pour le T 4, et 9 350 km pour le T 5.

## Procès contre le département du Jura
Dans l'expectative, le département gela le paiement des sommes encore dues à Berliet, et mandata une expertise des autorails. Cette opération se déroula en novembre 1929. L'expert conclut à un défaut de conception du système de refroidissement, qui avait entraîné selon lui la mise hors-service de tous les moteurs.
Néanmoins, le département accepta l'organisation de nouveaux essais par Berliet sur la ligne de Salins. Il remit ainsi en état les SA 2 et 3 au cours de l'été 1930, avant de les faire rouler durant le mois de septembre. On constata encore une fois une chauffe importante des moteurs, et une consommation importante de carburant.
Berliet, qui n'avait toujours pas été payé en totalité pour sa fourniture, attaqua alors le département du Jura en justice le 28 juillet 1931. Le tribunal, qui souhaitait avoir un avis neutre sur la question, ordonna une nouvelle expertise le 15 février 1933. Berliet fit appel de cette décision, qui fut pourtant confirmée le 26 juillet. L'expertise se déroula en 1934, toujours sur la ligne de Salins, et aboutit aux mêmes conclusions que la précédente.
Une première tentative de conciliation eut alors lieu le 19 août 1934, au cours de laquelle Berliet proposa de remplacer les moteurs à essence par des modèles Diesel. Le département du Jura s'y refusa. Berliet tenta alors de négocier l'abandon de ses poursuites judiciaires, en échange de l'achat d'autocars neufs, et essuya un nouveau refus.
Finalement, un jugement du 30 juillet 1935 condamna Berliet à rembourser l'intégralité des sommes versées par le département du Jura, avec dommages et intérêts, et à reprendre ses autorails. Interjetée en appel, cette décision lui fut confirmée le 27 mai 1936.
Berliet attaqua alors le département pour défaut d'entretien du matériel, après avoir constaté que les SA 2 et 3 avaient été remisés en plein air à Andelot depuis 1934. Un nouvel expert fut alors désigné le 28 juillet. Il confirma les dires de Berliet dans un rapport du 23 septembre, qui déboucha sur la condamnation du département du Jura le 25 mai 1937.
Ce dernier fit appel de ce jugement, mais sa responsabilité fut confirmée le 13 décembre. Une nouvelle expertise devait avoir lieu, et Berliet profita de l'occasion pour proposer un règlement amiable de la question. Le 5 janvier 1939, la Commission Départementale du Jura valida la transaction proposée, et les autorails furent enfin repris par Berliet dans le courant de l'année, pour être très certainement démolis dans la foulée.

## Caractéristiques
- Conduite bidirectionnelle ;
- Moteur essence, transmission mécanique par boite de vitesses manuelle[1].